# 심경숙
심경숙(沈鏡淑, 1968년 3월 5일, 경상남도 산청군 ~ )은 대한민국 제5·6대 경상남도 양산시의원이었다.

## 학력
- 1975.03 ~ 1981.02 금서국민학교 졸업
- 1981.03 ~ 1984.02 경호중학교 졸업
- 1984.03 ~ 1987.02 경호고등학교 졸업
- 1987.03 ~ 1990.02 춘해보건대학교 간호학과 전문 학사 졸업

## 경력
- 1990 ~ 2010 양산시 웅상중앙병원·양산삼성병원·새양산병원 간호사
- 2003.10 ~ 2010 전국보건의료노조 새양산병원 지부장
- 경상남도 학자금 이자지원조례 주민발의 양산본부 본부장
- 민주노동당 경남도당 양산시 지역위원회 부위원장
- 양산민중연대 상임대표
- 우리겨레하나되기 양산본부 공동대표
- 경남장애인연맹 양산지회 운영위원
- 2007.04 ~ 2010 전국민주노동조합총연맹 양산시지부 의장
- 2007 ~ 2010 경남지방노동위원회 근로자위원회 위원
- 2010 부모공경요양보호사 교육원 강사
- 2010.10 ~ 노인장기요양보험 등급판정위원회 위원
- 2016.05 ~ 더불어민주당 경남도당 상무위원
- 2016.12 ~ 바람꽃 작은도서관(LH1단지) 운영위원
- 2010.07 ~ 2014.06 제5대 경상남도 양산시의회 의원
- 2010.07 ~ 2012.07 제5대 경상남도 양산시의회 전반기 의회운영위원회 위원
- 2010.07 ~ 2012.07 제5대 경상남도 양산시의회 전반기 산업건설위원회 위원
- 2010.07 ~ 2012.07 제5대 경상남도 양산시의회 전반기 예산결산특별위원회 위원
- 2010.08 ~ 2010.12 제5대 경상남도 양산시의회 예산결산·업무보고청취특별위원회 위원
- 2011.08 ~ 2011.08 제5대 경상남도 양산시의회 예산결산·공유재산관리계획심사특별위원회 위원
- 2011.10 ~ 2011.10 제5대 경상남도 양산시의회 공유재산관리계획심사특별위원회 위원
- 2011.12 ~ 2011.12 제5대 경상남도 양산시의회 예산결산·업무보고청취등특별위원회 위원
- 2012.07 ~ 2014.06 제5대 경상남도 양산시의회 후반기 의회운영위원회 위원
- 2012.07 ~ 2014.06 제5대 경상남도 양산시의회 후반기 산업건설위원회 위원장
- 2012.06 ~ 2012.08 제5대 경상남도 양산시의회 예산결산·공유재산관리계획심사등특별위원회 위원
- 2012.12 ~ 2012.12 제5대 경상남도 양산시의회 예산결산·업무보고청취등특별위원회 위원
- 2013.09 ~ 2013.09 제5대 경상남도 양산시의회 예산결산·공유재산관리계획심사등특별위원회 위원
- 2013.12 ~ 2013.12 제5대 경상남도 양산시의회 예산결산·업무보고청취등특별위원회 위원
- 2016.04 ~ 2018.06 제6대 경상남도 양산시의회 의원
- 2016.04 ~ 2016.07 제6대 경상남도 양산시의회 전반기 도시건설위원회 위원
- 2016.07 ~ 2018.06 제6대 경상남도 양산시의회 후반기 부의장
- 2016.07 ~ 2018.06 제6대 경상남도 양산시의회 후반기 기획행정위원회 위원
- 2016.07 ~ 2018.06 제6대 경상남도 양산시의회 후반기 예산결산특별위원회 위원
- 2016.11 ~ 2017.12 제6대 경상남도 양산시의회 예산결산·업무보고청취등특별위원회 위원
- 2017.03 ~ 2017.08 제6대 경상남도 양산시의회 예산결산·공유재산관리계획심사특별위원회 위원
- 2018.03 ~ 2018.03 제6대 경상남도 양산시의회 예산결산·공유재산관리계획심사특별위원회 위원
- 2020.10 ~ : 더불어민주당 경상남도당 여성위원회 위원장

## 역대 선거 결과
|  | 8.61% |

|  | 10.41% |

|  | 29.30% |

|  | 15.15% |

|  | 50.85% |